# DuPont Building
El DuPont Building, que ocupa toda la manzana delimitada por las calles 10th, 11th, Orange y Market, fue uno de los primeros rascacielos de Wilmington, Delaware, Estados Unidos. Da a Rodney Square. El edificio fue construido en fases, con el edificio original construido en 1908 frente a Rodney Square. En ese momento, el edificio albergaba las oficinas de DuPont. En 1913, el edificio se amplió en una "U" agregando alas a lo largo de las calles 10 y 11, se agregó DuPont Playhouse y una parte de la sección original de 1908 se convirtió en el Hotel duPont. La adición final al edificio ocurrió en 1923 cuando se agregó la adición de Orange Street junto con dos pisos adicionales, elevando el número de pisos a 13 y la altura a 124 pies (37,8 m)
Hasta principios de 2015, albergó la sede de DuPont. En diciembre de 2014, DuPont anunció que mudaría y consolidaría su sede corporativa en su sitio cercano Chestnut Run Plaza y que The Chemours Company, que se escindió de DuPont en 2015, se mudaría al edificio DuPont. Además de Chemours, el edificio alberga The Playhouse en Rodney Square (anteriormente DuPont Playhouse), el Hotel duPont y una sucursal de M&T Bank.
Bajo la presión de los accionistas activistas, la compañía primero arrendó el DuPont Playhouse del edificio en enero de 2015 a Grand Opera House, que lo rebautizó como The Playhouse en Rodney Square. Luego, toda la estructura y el negocio hotelero se vendieron al desarrollador Buccini/Pollin, con sede en Wilmington, en enero de 2018. Los nuevos propietarios han arrendado el espacio de oficinas del edificio a Chemours, continuarán arrendando The Playhouse a The Grand Opera House y prometieron mantener el hotel en funcionamiento.

El Hotel duPont fue donde Joe Biden anunció su candidatura para las elecciones al Senado de los Estados Unidos de 1972 en Delaware.

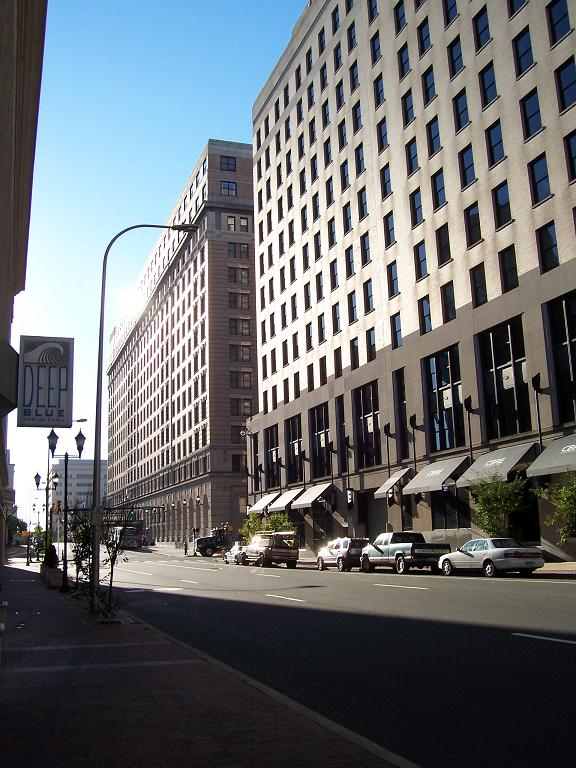
El edificio DuPont (centro izquierda) y el edificio Nemours (derecha) en 2006.
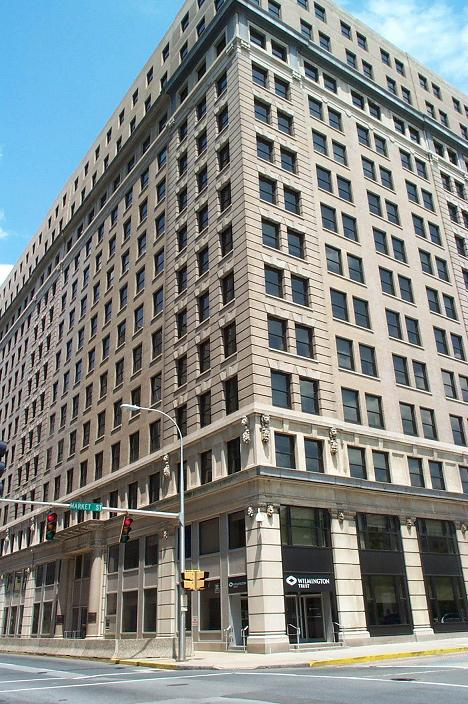
La esquina de Market y 10th con la sucursal de Wilmington Trust .

## Otras lecturas
- Ayres, Harry V. (1981). Hotel du Pont Story: Wilmington, Delaware, 1911–1981. Wilmington, Del: Serendipity Press. ISBN 978-0-9149-8807-6.